# Carlos Henriquez

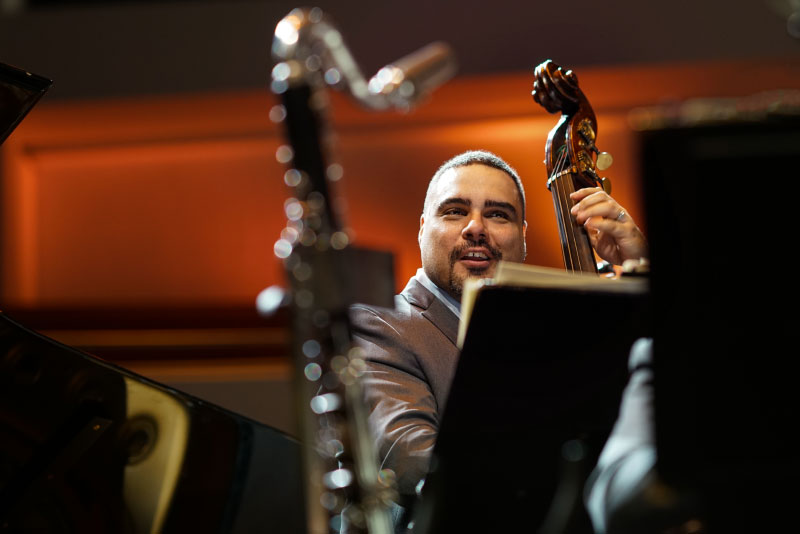
Carlos Henriquez (Dânemark 2020)

Carlos G. Henriquez (* 1979 in New York City) ist ein US-amerikanischer Jazzmusiker (Kontrabass), stilistisch den Subgenres Latin Jazz und Neobop zuzuordnen.

## Leben und Wirken
Henriquez lernte zunächst auf der Junior High School klassisches Gitarrenspiel, anschließend studierte er im Music Advancement Program der Juilliard School Kontrabass. Er studierte dann an der LaGuardia High School of Music & Art and Performing Arts, wo er 1996/97 im LaGuardia Concert Jazz Ensemble spielte. In den folgenden Jahren arbeitete er mit Musikern wie George Benson, Danilo Perez, Gonzalo Rubalcaba, Wynton Marsalis, Steve Turre, Eddie Palmieri, Tito Puente, Carlos Santana und Victor Goines. 1998 tourte er mit dem Jazz at Lincoln Center Orchestra durch die Vereinigten Staaten, Kanada und Japan, dann durch Europa und Südamerika.
In den 2000/2010er-Jahren spielte Henriquez weiterhin bei Marsalis, und am 30. und 31. Dezember 2006 trat Henriquez bei einer Aftershow von Prince als musikalischer Gast auf. 2015 nahm er sein Debütalbum The Bronx Pyramid (Blue Engine) auf. Im Bereich des Jazz war er zwischen 1998 und 2020 an 64 Aufnahmesessions beteiligt, außer den Genannten auch mit Marcus Printup, Paquito D’Rivera, Elliot Mason, Jonathan Batiste (Hollywood Africans, 2018) und Ted Nash/Glenn Close (Transformation). 2021 legte er das Album The South Bronx Story (Tiger Turn) vor; es erhielt Ende 2021 eine Nominierung für die Grammy Awards in der Kategorie Bestes Latin Jazzalbum: